# کسکیدز (ویرجینیا)
کسکیدز (به انگلیسی: Cascades) یک منطقهٔ مسکونی در ایالات متحده آمریکا است که در ویرجینیا واقع شده‌است. کسکیدز ۱۰٫۱ کیلومتر مربع مساحت و ۱۱٬۹۱۲ نفر جمعیت دارد.